# Tomokazu Sugita
Tomokazu Sugita (japanisch 杉田 智和 Sugita Tomokazu; * 11. Oktober 1980 in Saitama) ist ein japanischer Synchronsprecher (Seiyū).
Sugita stand bis April 2020 bei der Agentur Atomic Monkey unter Vertrag. Er ist in über 250 Animes zu hören, darunter als Gintoki in Gin Tama.
Am 11. Oktober 2019 gründete Sugita die Talentagentur AGRS CO, Ltd.

## Rollen (Auswahl)
- Arakawa under the Bridge (Hoshi)
- Ayashi no Ceres (Kagami Mikage)
- Beyblade (Spencer)
- Bokurano (Daiichi Yamura)
- Chillin' in My 30s after Getting Fired from the Demon King's Army (Dariel)
- Die Melancholie der Haruhi Suzumiya (Kyon)
- Eve no Jikan (Setoro)
- Gin Tama (Sakata Gintoki)
- Honey and Clover (Takumi Mayama)
- JoJo’s Bizarre Adventure (Joseph Joestar)
- Kanon (Yūichi Aizawa)
- Maquia – Eine unsterbliche Liebesgeschichte (Isor)
- Natsu no Arashi! (Takeshi Yamashiro)
- Onegai Teacher (Masami Yamada)
- One Piece (Charlotte Katakuri)
- Perfect Girl (Takenaga Oda)
- Sasaki and Peeps (Sasaki)
- Shuffle! (Rin Tsuchimi)
- Soredemo Machi wa Mawatteiru (Natsuhiko Moriaki)
- Sōsei no Aquarion (Sirius De Alisia)
- Verliebter Tyrann (Mitsugu Kurokawa)
- JoJo no Kimyō na Bōken (Joseph Joestar)
- To Aru Majutsu no Index (Aureolus Izzard)
- Nanatsu no Taizai (Escanor)
- Mushoku Tensei (Rudeus Greyrat, old)